# Gmina Wola Mysłowska
Die Gmina Wola Mysłowska ist eine Landgemeinde im Powiat Łukowski der Woiwodschaft Lublin in Polen. Ihr Sitz ist das gleichnamige Dorf mit etwa 280 Einwohnern.

## Gliederung
Zur Landgemeinde (gmina wiejska) Wola Mysłowska gehören folgende Ortschaften mit einem Schulzenamt:
Baczków
Błażków
Ciechomin
Dwornia
Dychawica
Germanicha
Grudź
Jarczew
Kamień
Ksawerynów
Lisikierz
Mysłów
Nowy Świat
Osiny
Powały
Stara Huta
Świder
Wandów
Wilczyska
Wola Mysłowska
Wólka Ciechomska